# Liste des lacs du Portugal
Cet article présente la liste des lacs du Portugal.
| Lac                    | Superficie (km²) | Profondeur (m) | Lieu                      | Commentaire                                                                   |
| Lac d'Alqueva          | 250              | 96             | Moura                     | Lac de barrage sur le Guadiana. Un des plus grands lacs artificiels d'Europe. |
| Lac de Castelo do Bode | 32,9             | 115            | District de Santarém      | Lac de barrage sur le Zêzere.                                                 |
| Sete Cidades           | 10               | 500            | Île de São Miguel, Açores |                                                                               |
| Lac du Pego do Altar   | 6,5              | 52             | Alcácer do Sal            | Lac de barrage sur la rivière des Alcáçovas.                                  |
| Lagoa do Capitão (pt)  |                  |                | Île de Pico, Açores       |                                                                               |
| Lagoa da Vila (pt)     |                  |                | Île de Graciosa, Açores   |                                                                               |